# PTRS-41
 (juillet 2013).
Si vous disposez d'ouvrages ou d'articles de référence ou si vous connaissez des sites web de qualité traitant du thème abordé ici, merci de compléter l'article en donnant les références utiles à sa vérifiabilité et en les liant à la section « Notes et références ».
Le PTRS-41 est la version semi-automatique du fusil antichar PTRD-41.

## Conception

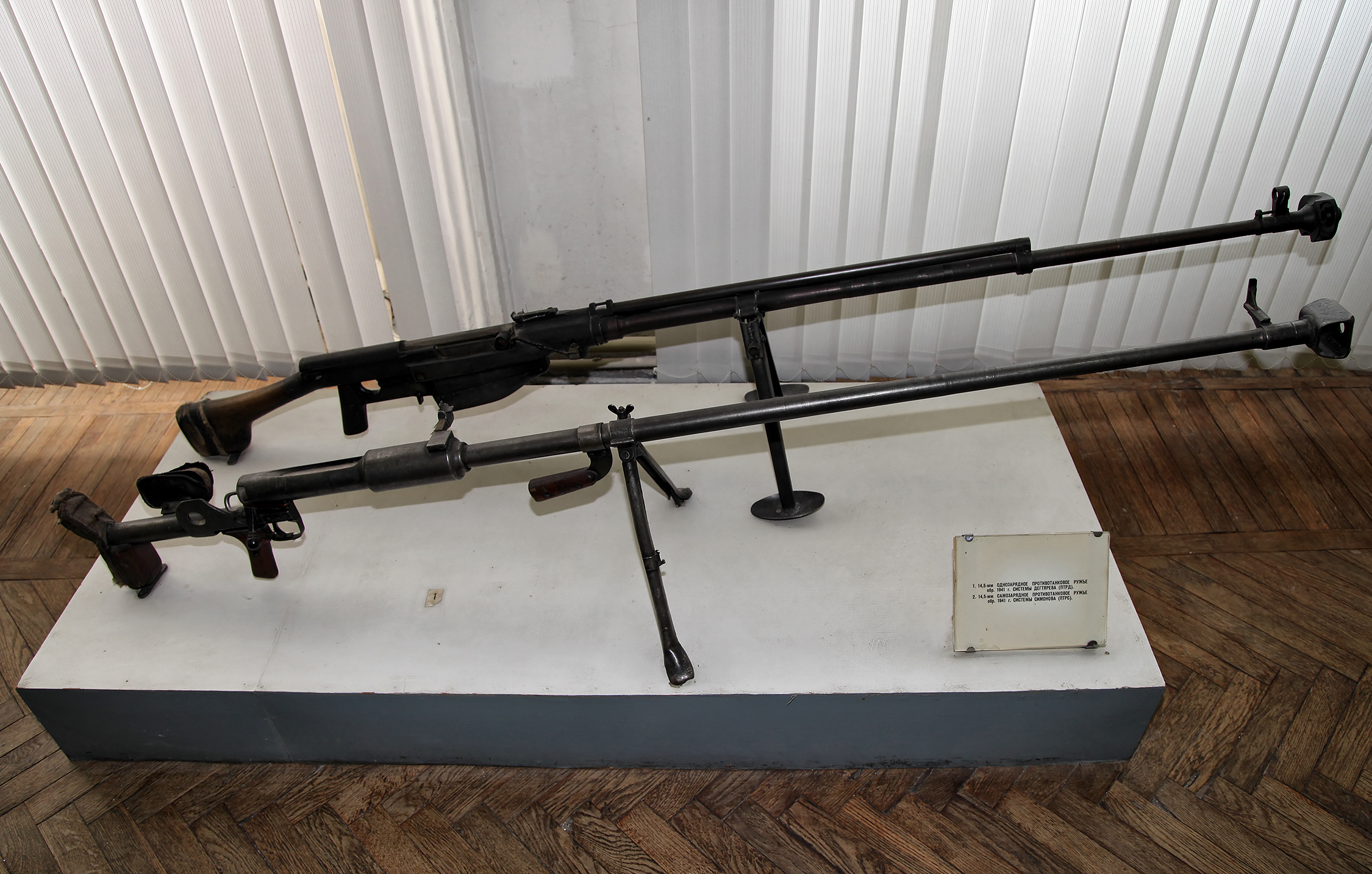
Nous voyons un PTRS et un PTRD de calibre 14,5mm

Pendant la période de l'Entre-deux-guerres, l'URSS commença à expérimenter différents types de cartouches antiblindage. Au vu du peu d'efficacité des munitions de type 12,7 × 108 mm, une nouvelle cartouche fut mise au point, la cartouche antiblindage 14,5 × 114 mm. Des concepteurs d'armes soviétiques réputés, tels Vassili Degtiarev et Sergueï Gavrilovitch Simonov, cherchèrent à adapter les armes existantes ou à concevoir de nouveaux fusils qui pourraient employer cette cartouche. En 1938, Simonov mit au point le PTRS-41, un fusil antichar alimenté au moyen de chargeurs amovibles.
Le chargeur, d'une capacité de cinq cartouches, s'insère dans la chambre du mécanisme destinée à cet effet et est soumis à une pression par un couvercle pivotant. Lorsque la dernière cartouche est tirée, le verrou reste en position ouverte, ainsi le réservoir du chargeur ne peut s'actionner qu'avec le verrou ouvert. Comme le PTRS-41 est actionné par les gaz libérés lors du tir, il a tendance à se bloquer ou s'enrayer quand il est sale, ce qui est dû à la suie formée par la cartouche de 14,5 mm qui se dépose dans la chambre contenant les gaz. Néanmoins, malgré cet inconvénient, la balle antiblindage de 14,5 mm atteint une vitesse de 1 013 m/s ainsi que de bonnes propriétés balistiques. Elle peut perforer un blindage d'une épaisseur de 40 mm à une distance de 100 mètres.

## Histoire opérationnelle

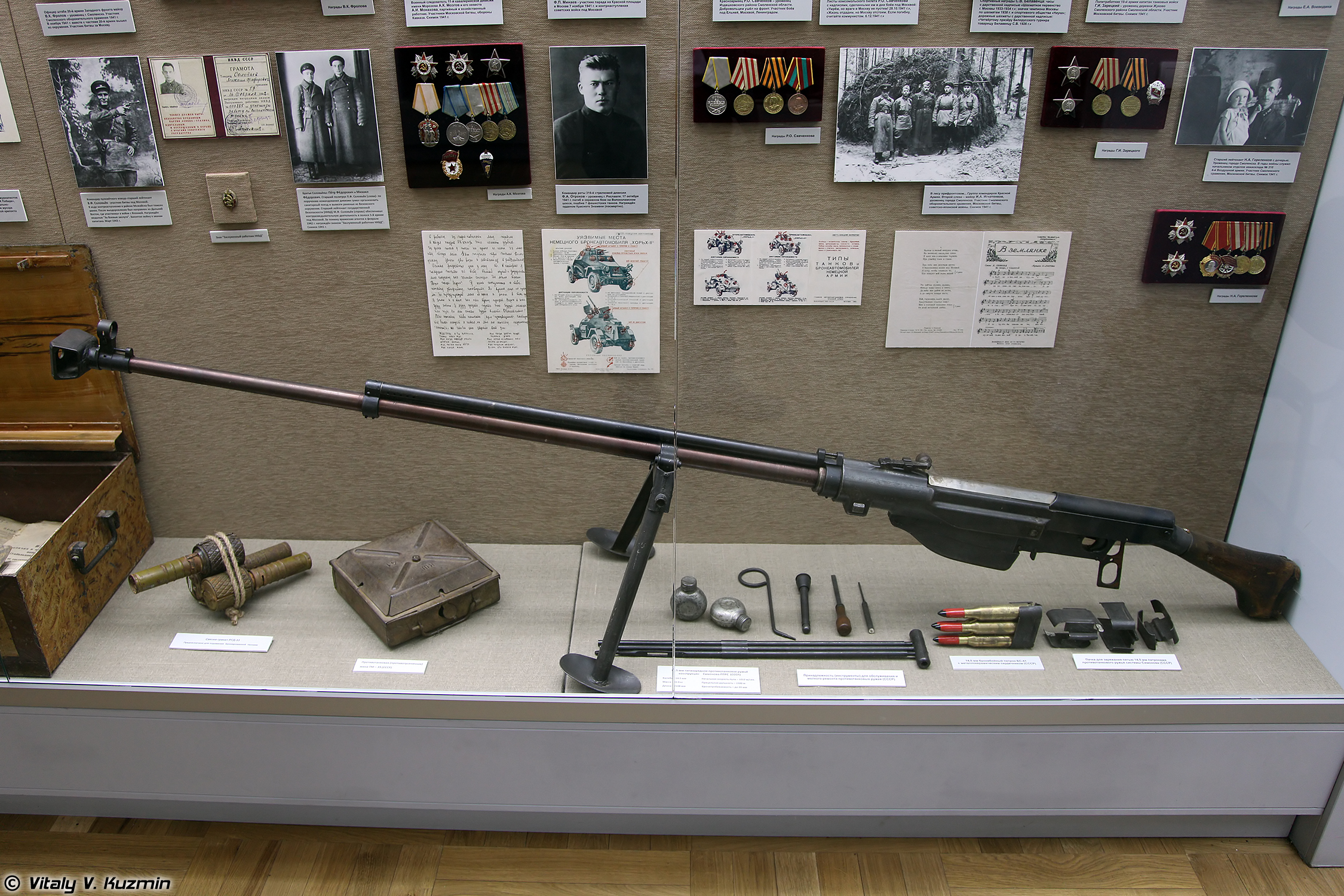
Fusil PTRS au musée de la Grande Guerre Patriotique à Smolensk.

Le PTRS-41 fut produit et utilisé par l'Union soviétique durant la Seconde Guerre mondiale. Le fusil commença à être produit en masse dès 1941, en étant largement utilisé sur le front de l'Est durant la Seconde Guerre mondiale. Il remplit bien son rôle face aux premiers blindés allemands et se révéla également efficace et utile pour attaquer des camions d'approvisionnement et autres véhicules sans blindage, ce qui conduisit les ingénieurs allemands à augmenter l'épaisseur du blindage de leurs chars au fil de la guerre pour que ces derniers puissent mieux résister aux PTRS-41. Ainsi, comme moyen défensif, les chars allemands furent de nombreuses fois équipés de plaques de blindage supplémentaires dites « Schürzen », littéralement « tabliers », qui étaient rivées sur leurs flancs dégarnis de protection.
Les fusils antichars de calibre 14,5 mm furent également employés dans différents rôles et diverses missions. En plus de les utiliser dans des attaques de chars ou de véhicules blindés, ils furent employés pour détruire des emplacements de mortiers ou encore des nids de mitrailleuses.
Durant la guerre, nombre de ces fusils antichars furent saisis par la Wehrmacht et furent retournés par les troupes allemandes contre leur utilisateur initial. Ils reçurent alors la dénomination de Panzerbüchse 784(r) ou PzB 784(r). Ces armes servaient alors d'ersatz aux armes antichars réglementaires, employées sur le front à l'époque: cocktail Molotov, mine magnétique, etc. et surtout avant l'arrivée des redoutables Panzerschreck et Panzerfaust.
On retrouve cette arme au cours de l'invasion de l'Ukraine par la Russie.

## Postérité
La conception de Simonov, notamment le système de chargeurs amovible, servira par la suite de base pour la conception et la construction de la fameuse carabine semi-automatique SKS.

## Dans la culture
Il apparaît dans la campagne et le multijoueur de Call of Duty: World at War en tant que fusil de sniper, dans le titre de Best Way : Soldiers Heroes of World War II et ses suites, et aussi dans le jeu de tir à la première personne Red Orchestra 2. Dernièrement[Quand ?], il apparaît dans le jeu Metal Gear Solid: Peace Walker ou encore dans le jeu de tir à la première personne Hell Let Loose.